# Francisco Javier Muñoz Llompart
Xisco, właśc. Francisco Javier Muñoz Llompart (ur. 5 września 1980 w Manacor) – hiszpański piłkarz, występował na pozycji pomocnika, obecnie trener piłkarski DAC Dunajská Streda.

## Kariera klubowa
Karierę rozpoczął w młodzieżówce Valencii. Po roku został wypożyczony do Recreativo Huelva. W barwach klubu z Andaluzji rozegrał 39 spotkań i strzelił 10 bramek. Kolejnym przystankiem w karierze Xisco było wypożyczenie do CD Tenerife. Na Teneryfie wystąpił w 28 meczach i zdobył 1 bramkę. Valencia dalej wypożyczała młodego zawodnika. Trafił on ponownie do Recreativo. W 23 meczach zdobył 6 bramek. Wreszcie od sezonu 2003 zaczął występować w pierwszej drużynie Valencii. W ciągu dwóch sezonów zagrał 40 spotkań i strzelił 5 goli. Od 2005 roku grał w Realu Betis. Z tym klubem zaliczył też przygodę w Lidze Mistrzów. Jego dobra gra i gole przyczyniły się do utrzymania Betisu w lidze w sezonie 2006/2007. W sezonie 2008/2009 Betis spadł jednak do Segunda División, a latem Xisco odszedł do Levante UD. W 2011 przeszedł do gruzińskiego klubu Dinamo Tbilisi. W grudniu 2014 roku wrócił do Hiszpanii i reprezentował barwy zespołu Gimnàstic Tarragona, w którym zakończył karierę piłkarską.

## Kariera trenerska
Po zakończeniu kariery piłkarskiej zaczął pełnić funkcję asystenta trenera w swoim poprzednim klubie – Gimnàstic Tarragona. Rok później objął stanowisko tymczasowego trenera CF Pobla de Mafumet, a rok później powrócił do roli asystenta w Gimnàstic Tarragona. W 2019 roku ponownie wrócił do Gruzji, tym razem jako asystent trenera, a rok później trener pierwszego zespołu Dinamo Tbilisi.